# توني بوند
توني بوند (بالإنجليزية: Tony Pond)‏ مواليد 23 نوفمبر 1945 - الوفاة 07 فبراير 2002، كان سائق راليات إنجليزي بدأ مسيرته في سنة 1974. تنافس في بطولة العالم للراليات. صعد على المنصة مرتان خلال مسيرته.

## فرق مثلها
- شركة تريومف للسيارات
- نيسان موتورز

## روابط خارجية
- توني بوند على موقع Rallye-info.com (الإنجليزية)
- توني بوند على موقع eWRC-results.com (الإنجليزية)